# Qualiflyer Group
Die Qualiflyer Group (englisch Quality – Qualität, flyer – Flieger, Group – Gruppe) war eine am 22. März 1998 von sieben Fluggesellschaften gegründete Luftfahrt-Allianz. Der Name wurde von dem bereits im Jahr 1991 gegründeten Vielfliegerprogramm Qualiflyer übernommen.
Mit dem Übertritt von Austrian Airlines zur Star Alliance begann im Jahr 2000 ein schleichender Auflösungsprozess. Die Allianz wurde nach der Eröffnung der Nachlassstundung über die Swissair und ihre Konzernmutter SAirGroup im Oktober 2001 aufgelöst.
Mittlerweile haben fast alle damaligen Qualiflyer-Gesellschaften den Betrieb eingestellt, wurden von Konkurrenten übernommen oder sind Mitglieder in der damals noch konkurrierenden Star Alliance.

## Mitglieder
| Mitglied                | Logo | Herkunftsland | Sonstiges | Verbleib |
| ----------------------- | ---- | ------------- | --------- | --- |
| Air Europe              |      | Italien       |           | Gesellschaft hat den Flugbetrieb eingestellt                                                                                                  |
| Air Liberté             |      | Frankreich    |           | Gesellschaft hat den Flugbetrieb eingestellt                                                                                                  |
| Air Littoral            |      | Frankreich    |           | Gesellschaft hat den Flugbetrieb eingestellt                                                                                                  |
| AOM French Airlines     |      | Frankreich    | Gründer   | Gesellschaft hat den Flugbetrieb eingestellt                                                                                                  |
| Austrian Airlines Group |      | Österreich    | Gründer   | Lufthansa Group Austrian ist Star-Alliance-Mitglied                                                                                           |
| Crossair                |      | Schweiz       | Gründer   | Gesellschaft ging in Swiss auf, die seinerseits später von Lufthansa übernommen wurde; Nachfolgegesellschaft Swiss ist Star-Alliance-Mitglied |
| LOT                     |      | Polen         |           | Star Alliance |
| Portugália Airlines     |      | Portugal      |           | Gesellschaft wurde von TAP Portugal übernommen und ist über diese Star-Alliance-Mitglied                                                      |
| Sabena                  |      | Belgien       | Gründer   | Gesellschaft hat den Flugbetrieb eingestellt; Nachfolgegesellschaft Brussels Airlines ist Star-Alliance-Mitglied                              |
| Swissair                |      | Schweiz       | Gründer   | Gesellschaft hat den Flugbetrieb eingestellt; Teile der Insolvenzmasse wurden in die Crossair-Nachfolgerin Swiss überführt                    |
| TAP Portugal            |      | Portugal      | Gründer   | Star Alliance |
| Turkish Airlines        |      | Türkei        | Gründer   | Star Alliance |
| Volare                  |      | Italien       |           | Gesellschaft wurde von Alitalia übernommen |